# Qibla
Qibla (Kibla/Qiblah) er betegnelsen for 'bederetningen for muslimer'. I visse moskéer er bederetningen markeret med en pil på væggen/loftet, i andre moskéer vender bygningens struktur mod qibla. Da størstedelen af moskéer i Danmark ikke er bygget fra grunden af (altså lejet/købte lokale), har de valgt at lægge tæppet i retningen af qibla.
I islams første år var retningen qibla mod Al-Quds, men senere hen modtog Muhammed åbenbaring omkring fastsættelse af denne til at være mod Kaba'en i byen Mekka:
Al-Baqarah [2:144] Arkiveret 29. december 2018 hos  Wayback Machine
"Vi har visselig set dig dreje dit ansigt mod himmelen. Så vil Vi da også vende dig mod Qiblah, som du vil have behag i: Vend da dit ansigt mod den Hellige Moské [Ka'baen]. Og hvor I end er, så vend jeres ansigter mod den. Og de, som modtog Skriften ved visselig, at det er sandheden fra deres Herre, og Allah er ikke uvidende om, hvad de gør."

## Find Qibla online
For at finde qibla har det været nødvendigt enten at se, hvor solen stod op/gik ned eller have et kompas på sig. Nu anvendes internettet oftere for at finde qibla – da internettet er en almen ting iblandt mennesker verden over. Bl.a. ved hjælp af google map, kan man tilbyde en meget nøjagtig udregning af retningen til qibla.

## Qibla i Danmark
- 141,30° N (Svaneke)
- 138,24° N (København)
- 135,15° N (Odense)
- 135,53° N (Aarhus)
- 135,72° N (Esbjerg)
- 120,19° N (Thorshavn, Færøerne)
- 78,94° N (Nuuk, Grønland)